# Euphorbia beamanii
Euphorbia beamanii es una especie fanerógama perteneciente a la familia de las euforbiáceas. Es endémica de México.

## Taxonomía
Euphorbia beamanii fue descrita por Marshall Conring Johnston y publicado en Wrightia 5(5): 126. 1975.
Etimología
Euphorbia: nombre genérico que deriva del médico griego del rey Juba II de Mauritania (52 a 50 a. C. - 23), Euphorbus, en su honor – o en alusión a su gran vientre –  ya que usaba médicamente Euphorbia resinifera. En 1753 Carlos Linneo asignó el nombre a todo el género.
beamanii: epíteto otorgado en honor del botánico estadounidense John Homer Beaman (1929- ), especialista en la flora de alta montaña de México y América Central.
Sinonimia
- Tithymalus beamanii (M.C.Johnst.) Soják	[5]